# Flint Hill, Virginia
Flint Hill är en ort i Rappahannock County i delstaten Virginia, USA.